# 栃飛龍幸也
栃飛龍 幸也（とちひりゅう ゆきや、1987年4月23日 - ）は、静岡県三島市出身で春日野部屋に所属した元大相撲力士。本名は本間 幸也（ほんま ゆきや）。身長178cm、体重146kg、血液型はO型。最高位は西十両7枚目（2013年5月場所）。突き押しが得意だが、時々右に動く相撲も見せた。

## 来歴
小学校2年次に相撲を始めた。高校は飛龍高等学校に通い、同じ三島市出身でもある磋牙司は高校の6学年先輩にあたる。
高校を卒業後は春日野部屋（関脇・栃乃和歌）に入門。2006年3月場所で初土俵を踏んだ。四股名は出身高校に由来する。同期生には同じ部屋の栃ノ心や、松鳳山、境澤、竜電らがいる。前相撲は一番出世。番付に名前の載った翌場所以降は勝ち越しを続け2007年1月場所に初めて三段目に昇進したが、この場所で初土俵以来初の負け越しを経験。序二段に落ちた同年3月場所は7戦全勝として克の富士との優勝決定戦にも勝利、序二段優勝を飾った。翌5月場所で三段目に復帰したが、この場所は7戦全敗で終わってしまった。しかし、同年7月場所は5勝2敗と三段目で初めて勝ち越した。2008年5月場所では幕下に昇進した。
その後は幕下から一度三段目に落ちたが、幕下復帰を狙える番付にあった2009年3月場所前の稽古で入門前からの古傷がある首の骨を折る負傷をしてしまい、2場所全休を余儀なくされる。同年7月場所に序二段の番付で土俵に復帰すると、7戦全勝の華麗な復活を果たし、2回目の序二段優勝。この場所は、場所中に高校時代の恩師が逝去する不幸があり、恩師に1つでも多くの勝ち星を報告したい、という気持ちで臨んだ場所だった。
2010年1月場所で幕下に復帰すると、その場所で4勝3敗と幕下で初めて勝ち越し、それ以降は幕下に定着する。幕下上位の壁に跳ね返されることもあったが、2011年5月技量審査場所以降は幕下上位に定着し、2011年11月場所は東幕下5枚目の地位で4勝3敗の成績を残したことで場所後の新関取が濃厚視されていた（7番相撲の後の花道で大勢の報道陣が栃飛龍を囲んだ事からマスコミも場所後の関取昇進を信じていたことがうかがえる）がその予想は裏切られ、次の2012年1月場所は西幕下2枚目の番付に留まった。それでも腐らず精進を重ね、2013年1月場所で幕下3枚目の地位で6勝1敗という好成績を残し、翌3月場所での新十両昇進を決めることとなった。新十両の3月場所は8勝7敗と勝ち越したが、2場所連続で大きく負け越し幕下に陥落する。十両に復帰した2014年1月場所は中日まで6勝2敗と好調だったがそれ以降は大きく崩れ、千秋楽に敗れて7勝8敗と負け越した。西十両12枚目の地位で挑んだ翌3月場所は6日目から7連敗した末に5勝10敗の大敗に甘んじ、再度幕下へ陥落した。幕下に陥落した5月場所は東幕下3枚目の地位で土俵に上がり、6番相撲で勝ち越しを決め、4勝3敗で場所を終える。この場所では西幕下3枚目の旭大星と東幕下4枚目の希善龍がそれぞれ5勝2敗の成績を残したため再十両が際どい所であったが、結果的に十両から幕下へ落ちる星の力士が6人出たため3人とも十両昇進に与った。同年11月場所は中日まで6勝2敗と好調であったものまたしても後半戦に大崩れし、千秋楽に敗れて7勝8敗と負け越した。2015年1月場所は西十両13枚目と番付据え置きになったが、2014年末にインフルエンザに罹ったことで不調にあえぎ、4勝11敗と大きく負け越し、またしても幕下に陥落することとなった。その後も不振が続き、2015年7月場所は東幕下32枚目まで番付を落とすがそこから勝ち越しを続けて2016年1月場所を迎えた。この場所は西幕下6枚目で6勝1敗（8人による優勝決定戦に進出）と関取復帰の可能性があったが、翌3月場所は東幕下筆頭の地位に据え置かれ、2勝5敗と負け越し、十両復帰を逃した。その後も幕下上位で取り続けていたが、西幕下10枚目だった2017年11月場所で7戦全勝の幕下優勝を果たし、翌2018年1月場所での十両復帰が決まった。3年ぶりに十両の土俵となったこの場所は4勝11敗と大敗し、1場所で幕下に陥落となった。東幕下3枚目となった3月場所は4勝3敗と勝ち越したが、十両復帰はならなかった。
2019年5月場所限りで現役引退し、同年5月25日に日本相撲協会から引退が発表された。引退の直因となった首の怪我は実は高校3年生の時の古傷の再発であり、怪我に関しては「後で検査してもらって分かったことだけど、少しずれていたら半身不随になっていたかもと（医者に）言われた」とのこと。6月3日に部屋で断髪式が行われ、止め鋏は師匠の春日野が入れた。会社員として運送業に携わる予定が示されたが、飛龍高時代に食文化コースで学んだ経験から「飲食店をやってみたい」という夢も明かした。

## エピソード
- 磋牙司は自身と同じ春日野系統の入間川部屋所属であり、磋牙司の大師匠に当たる栃錦の弟弟子である栃ノ海について本人から話を聞いたという。このこともあって春日野が勧誘した際にはある程度抵抗なく入門を決めたという。
- 昨今では本場所の取組にマウスピースを着用する力士が幕内の土俵にも数人ほどいる傾向にあるが、栃飛龍の場合は稽古用も用意している。[8]
- 2014年8月1日、静岡県沼津市内で振り込め詐欺被害が多発していることから沼津署の要請を受けてJR沼津駅南口で同じ静岡県出身の三段目・香富士（こちらは沼津市出身）と共に被害防止キャンペーンを行った。栃飛龍は母校の飛龍高の卒業生宅で被害が相次いだことに触れ、「詐欺犯の手口は日々変わっているので気を付けてほしい」と話した。[9]

## 主な成績
- 通算成績:315勝289敗14休  勝率.522
- 十両成績：49勝86敗  勝率.363
- 現在在位：79場所
- 十両在位：9場所
- 各段優勝
  - 幕下優勝：1回（2017年11月場所）
  - 序二段優勝：2回（2007年3月場所、2009年7月場所）

### 場所別成績
| | 一月場所 初場所（東京） | 三月場所 春場所（大阪）  | 五月場所 夏場所（東京）   | 七月場所 名古屋場所（愛知） | 九月場所 秋場所（東京） | 十一月場所 九州場所（福岡） |
| --- | ----------------------- | ------------------------ | ------------------------- | --------------------------- | ----------------------- | --------------------------- |
| 2006年 （平成18年） | x                       | （前相撲）               | 東序ノ口18枚目 4–3        | 西序二段112枚目 5–2         | 東序二段62枚目 4–3      | 西序二段35枚目 6–1          |
| 2007年 （平成19年） | 西三段目71枚目 1–6      | 東序二段8枚目 優勝 7–0   | 西三段目17枚目 0–7        | 西三段目67枚目 5–2          | 西三段目37枚目 4–3      | 西三段目22枚目 4–3          |
| 2008年 （平成20年） | 東三段目10枚目 3–4      | 西三段目21枚目 6–1       | 東幕下43枚目 3–4          | 西幕下53枚目 3–4            | 東三段目7枚目 3–4       | 東三段目16枚目 3–4          |
| 2009年 （平成21年） | 東三段目34枚目 5–2      | 西三段目8枚目 休場 0–0–7 | 西三段目69枚目 休場 0–0–7 | 西序二段29枚目 優勝 7–0     | 東三段目32枚目 5–2      | 西三段目7枚目 5–2           |
| 2010年 （平成22年） | 東幕下49枚目 6–1        | 東幕下23枚目 4–3         | 西幕下18枚目 5–2          | 西幕下9枚目 2–5             | 西幕下18枚目 2–5        | 東幕下27枚目 5–2            |
| 2011年 （平成23年） | 東幕下16枚目 4–3        | 八百長問題 により中止    | 西幕下11枚目 3–4          | 西幕下13枚目 5–2            | 西幕下2枚目 3–4         | 東幕下5枚目 4–3             |
| 2012年 （平成24年） | 西幕下2枚目 2–5         | 西幕下7枚目 5–2          | 西幕下4枚目 2–5           | 西幕下10枚目 5–2            | 東幕下6枚目 3–4         | 西幕下10枚目 5–2            |
| 2013年 （平成25年） | 西幕下3枚目 6–1         | 西十両13枚目 8–7         | 西十両7枚目 5–10          | 東十両12枚目 3–12           | 西幕下6枚目 5–2         | 東幕下2枚目 4–3             |
| 2014年 （平成26年） | 東十両12枚目 7–8        | 西十両12枚目 5–10        | 東幕下3枚目 4–3           | 西十両14枚目 7–8            | 西幕下筆頭 4–3          | 西十両13枚目 7–8            |
| 2015年 （平成27年） | 西十両13枚目 4–11       | 西幕下6枚目 2–5          | 西幕下21枚目 3–4          | 東幕下32枚目 5–2            | 東幕下16枚目 4–3        | 東幕下11枚目 5–2            |
| 2016年 （平成28年） | 西幕下6枚目 6–1         | 東幕下筆頭 2–5           | 西幕下10枚目 3–4          | 西幕下15枚目 5–2            | 西幕下8枚目 2–5         | 東幕下20枚目 4–3            |
| 2017年 （平成29年） | 西幕下13枚目 4–3        | 東幕下10枚目 6–1         | 西幕下3枚目 3–4           | 西幕下6枚目 5–2             | 西幕下2枚目 2–5         | 西幕下10枚目 優勝 7–0       |
| 2018年 （平成30年） | 西十両12枚目 4–11       | 東幕下3枚目 4–3          | 東幕下2枚目 2–5           | 東幕下12枚目 3–4            | 西幕下17枚目 2–5        | 東幕下35枚目 3–4            |
| 2019年 （平成31年 /令和元年） | 東幕下44枚目 6–1        | 東幕下18枚目 2–5         | 東幕下34枚目 引退 4–3–0   | x                           | x                       | x                           |
| 各欄の数字は、「勝ち-負け-休場」を示す。 優勝 引退 休場 十両 幕下 三賞：敢=敢闘賞、殊=殊勲賞、技=技能賞 その他：★=金星 番付階級：幕内 - 十両 - 幕下 - 三段目 - 序二段 - 序ノ口 幕内序列：横綱 - 大関 - 関脇 - 小結 - 前頭（「#数字」は各位内の序列） |                         |                          |                           |                             |                         |                             |

## 改名歴
- 栃飛龍 幸也（とちひりゅう ゆきや）2006年3月場所 - 2019年5月場所